# シマウマフック
シマウマフックは、サンミュージックに所属していた日本のお笑いコンビ。2022年2月までラフィーネプロモーションに所属していた。2023年11月をもって解散した。

## メンバー
- シマダネズミ（1992年12月22日（32歳） - ）山口県下関市出身。男性。
  - ツッコミ担当。立ち位置は向かって右。
  - 本名：島田将吾
  - 身長157cm、体重49kg。
  - 山口県立下関西高等学校、広島大学教育学部卒業[1]。英語教育を研究し、卒論では「不思議の国のアリス」を使った発問の開発を研究した[2]。
  - 芸名の名付け親は西野亮廣（キングコング）[3]。
- やかべヒト（1992年5月21日（32歳） - ）福岡県出身。男性。
  - ボケ担当。立ち位置は向かって左。
  - 本名：矢ヶ部昂平
  - 身長162cm、体重57kg。
  - 趣味は競馬、乗馬、野球観戦、散歩。
  - 相方に比べて個性が薄いため相方ありきの芸名をつけた[4]。

## 概要・芸風
2015年、ワタナベコメディスクール22期の同期として出会い、2016年4月6日にコンビを結成。2018年5月にラフィーネプロモーションに所属した。
ラスタ池袋などに多く出演。シマダネズミの方が圧倒的に台詞量の多い「ワンオペ漫才」を主に行う。
フランスピアノとたびたびツーマンライブをしている。
2022年2月28日、ラフィーネプロモーションを離れフリーで活動していく事を、同年10月1日にサンミュージック所属を発表。
2023年11月に解散。

## 出演

### テレビ
- 真夜中のおバカ騒ぎ（2018年4月 - 2019年3月、TOKYO MX）[注釈 1]
- タモリ倶楽部（不定期、テレビ朝日）[注釈 2]
- 水曜日のダウンタウン（2019年12月25日、TBS）[注釈 3]